# جان لاكوتور
جان لاكوتور (بالفرنسية: Jean Lacouture) (9 يونيو 1921 – 16 يوليو 2015) صحافي ومؤرخ وكاتب. اشتهر بكتابته للسير. 

## مسيرته المهنية
ولد جان لاكوتور في بوردو بفرنسا. بدأ مشواره الصحافي في عام 1950 مع الصحيفة اليومية الفرنسية كومبات بصفته محرر القسم الدبلوماسي. انضم إلى صحيفة لوموند في عام 1951. عمل في عام 1953 في القاهرة لصالح صحيفة فرانس سوار قبل أن يعود للوموند بصفته مدير المكاتب الخارجية ومراسل كبير (وهي واحدة من أعلى المناصب في الصحافة الفرنسية) حيث عمل حتى عام 1975. 
كان لاكوتور ذو ميول يسارية حيث دعم إنهاء الاستعمار والرئيس الفرنسي فرنسوا ميتيران منذ عام 1981. عمل لدى مجلتيّ لو نوفيل أوبسرفاتور وليستوار. ويضم الفيلم الوثائقي «في عام الخنزير» عن حرب فيتنام في عام 1968 مقابلة مع لاكوتور.
شغل لاكوتور في الفترة بين عاميّ 1961 و1982 منصب مدير النشر لدى سيول إحدى دور النشر الرئيسية في فرنسا، كما عمل أستاذاً في معهد الدراسات السياسية بباريس في الفترة بين 1969 و1972. 
عرف أساساً بكتابته السير حيث كان منها سيرة حياة هو تشي منه، وجمال عبد الناصر، وليون بلوم، وشارل ديغول، وفرنسوا مورياك، وبيار منديس فرانس، وفرنسوا ميتيران، ومونتسكيو، وميشيل دي مونتين، وأندريه مالرو، وجيرمين تيليون، وجان فرنسوا شامبليون، وستندال، وجون كينيدي. 
وكان لاكوتور عاشقاً للموسيقى حيث عمل رئيساً لرابطة عشاق المؤلف الموسيقي جورج بيزيه. توفي في روسيون بفرنسا في عام 2015. 